# Liste der Stationen der Docklands Light Railway

Streckennetz der Docklands Light Railway

Dies ist die Liste der Stationen der Docklands Light Railway. Die nachfolgenden, alphabetisch geordneten Tabellen enthalten folgende Informationen:
- Name der Station
- Übergang: Gibt die Schienenverkehrsmittel an, zu denen an dieser Station eine Umsteigemöglichkeit besteht.
- Bezirk: Name des London Borough, in dem die Station liegt.
- Lage: Zeigt an, ob die Station unter- oder oberirdisch liegt.
- Zone: Nennt die TfL-Tarifzone.
- Eröffnet: Nennt das Eröffnungsdatum.
- In der Nähe: Nennt Sehenswürdigkeiten und sonstige wichtige Orte in einem Umkreis von ca. 500 Metern.

## Liste der Stationen
| Foto                    | Name                    | Übergang                                                                           | Bezirk         | Lage         | Zone | Eröffnet   | In der Nähe                                                                   |
| ----------------------- | ----------------------- | ---------------------------------------------------------------------------------- | -------------- | ------------ | ---- | ---------- | ----------------------------------------------------------------------------- |
| Abbey Road              | Abbey Road              |                                                                                    | Newham         | oberirdisch  | 3    | 31.08.2011 |                                                                               |
| All Saints              | All Saints              |                                                                                    | Tower Hamlets  | oberirdisch  | 2    | 31.08.1987 |                                                                               |
| Bank                    | Bank                    | Central Line W & C Line Northern Line                                              | City of London | unterirdisch | 1    | 29.07.1991 | Bank of England, Guildhall, Mansion House, Royal Exchange                     |
| Beckton                 | Beckton                 |                                                                                    | Newham         | oberirdisch  | 3    | 28.03.1994 |                                                                               |
| Beckton Park            | Beckton Park            |                                                                                    | Newham         | oberirdisch  | 3    | 28.03.1994 |                                                                               |
| Blackwall               | Blackwall               |                                                                                    | Tower Hamlets  | oberirdisch  | 2    | 28.03.1994 |                                                                               |
| Bow Church              | Bow Church              | Jubilee Line (Bow Road)                                                            | Tower Hamlets  | oberirdisch  | 2    | 31.08.1987 |                                                                               |
| Canary Wharf            | Canary Wharf            | Jubilee Line                                                                       | Tower Hamlets  | oberirdisch  | 2    | 11.1991    | Canary Wharf                                                                  |
| Canning Town            | Canning Town            | Jubilee Line                                                                       | Newham         | oberirdisch  | 3    | 28.03.1994 |                                                                               |
| Crossharbour            | Crossharbour            |                                                                                    | Tower Hamlets  | oberirdisch  | 2    | 31.08.1987 |                                                                               |
| Custom House            | Custom House            | Crossrail                                                                          | Newham         | oberirdisch  | 3    | 28.03.1994 | Exhibition Centre London                                                      |
| Cutty Sark              | Cutty Sark              |                                                                                    | Greenwich      | unterirdisch | 2, 3 | 03.12.1999 | Cutty Sark, National Maritime Museum, Old Royal Naval College, Greenwich Park |
| Cyprus                  | Cyprus                  |                                                                                    | Newham         | oberirdisch  | 3    | 28.03.1994 |                                                                               |
| Deptford Bridge         | Deptford Bridge         |                                                                                    | Greenwich      | oberirdisch  | 2, 3 | 20.11.1999 |                                                                               |
| Devons Road             | Devons Road             |                                                                                    | Tower Hamlets  | oberirdisch  | 2    | 31.08.1987 |                                                                               |
| East India              | East India              |                                                                                    | Tower Hamlets  | oberirdisch  | 2, 3 | 28.03.1994 |                                                                               |
| Elverson Road           | Elverson Road           |                                                                                    | Greenwich      | oberirdisch  | 2, 3 | 20.11.1999 |                                                                               |
| Gallions Reach          | Gallions Reach          |                                                                                    | Newham         | oberirdisch  | 3    | 28.03.1994 |                                                                               |
| Greenwich               | Greenwich               | National Rail                                                                      | Greenwich      | unterirdisch | 3    | 20.11.1999 |                                                                               |
| Heron Quays             | Heron Quays             |                                                                                    | Tower Hamlets  | oberirdisch  | 2    | 31.08.1987 |                                                                               |
| Island Gardens          | Island Gardens          |                                                                                    | Tower Hamlets  | unterirdisch | 2    | 31.08.1987 |                                                                               |
| King George V           | King George V           |                                                                                    | Newham         | oberirdisch  | 2    | 02.12.2005 |                                                                               |
| Langdon Park            | Langdon Park            |                                                                                    | Newham         | oberirdisch  | 2    | 09.12.2007 |                                                                               |
| Lewisham                | Lewisham                | National Rail                                                                      | Lewisham       | oberirdisch  | 2, 3 | 20.11.1999 |                                                                               |
| Limehouse               | Limehouse               | National Rail                                                                      | Tower Hamlets  | oberirdisch  | 2    | 31.08.1987 |                                                                               |
| London City Airport     | London City Airport     |                                                                                    | Newham         | oberirdisch  | 2    | 02.12.2005 | Flughafen London City                                                         |
| Mudchute                | Mudchute                |                                                                                    | Tower Hamlets  | oberirdisch  | 2    | 31.08.1987 |                                                                               |
| Pontoon Dock            | Pontoon Dock            |                                                                                    | Newham         | oberirdisch  | 2    | 02.12.2005 |                                                                               |
| Poplar                  | Poplar                  | Crossrail (Canary Wharf)                                                           | Tower Hamlets  | oberirdisch  | 2    | 31.08.1987 |                                                                               |
| Prince Regent           | Prince Regent           |                                                                                    | Newham         | oberirdisch  | 3    | 28.03.1994 | Exhibition Centre London                                                      |
| Pudding Mill Lane       | Pudding Mill Lane       |                                                                                    | Newham         | oberirdisch  | 2, 3 | 15.01.1996 | Olympiapark                                                                   |
| Royal Albert            | Royal Albert            |                                                                                    | Newham         | oberirdisch  | 3    | 28.03.1994 |                                                                               |
| Royal Victoria          | Royal Victoria          |                                                                                    | Newham         | oberirdisch  | 3    | 28.03.1994 |                                                                               |
| Shadwell                | Shadwell                | East London Line                                                                   | Tower Hamlets  | oberirdisch  | 2    | 31.08.1987 |                                                                               |
| Star Lane               | Star Lane               |                                                                                    | Newham         | oberirdisch  | 3    | 31.08.2011 |                                                                               |
| Stratford               | Stratford               | Central Line North London Line Crossrail National Rail                             | Newham         | oberirdisch  | 2    | 31.08.1987 | Olympiapark                                                                   |
| Stratford High Street   | Stratford High Street   |                                                                                    | Newham         | oberirdisch  | 3    | 31.08.2011 |                                                                               |
| Stratford International | Stratford International | National Rail                                                                      | Newham         | oberirdisch  | 3    | 31.08.2011 |                                                                               |
| South Quay              | South Quay              |                                                                                    | Tower Hamlets  | oberirdisch  | 2    | 31.08.1987 |                                                                               |
| Tower Gateway           | Tower Gateway           | Circle Line (Tower Hill) District Line (Tower Hill) National Rail (Fenchurch Str.) | City of London | oberirdisch  | 1    | 31.08.1987 | Tower of London, Tower Bridge                                                 |
| West Ham                | West Ham                | District Line Jubilee Line H & C Line National Rail                                | Newham         | oberirdisch  | 3    | 31.08.2011 |                                                                               |
| West India Quay         | West India Quay         |                                                                                    | Tower Hamlets  | oberirdisch  | 2    | 31.08.1987 |                                                                               |
| West Silvertown         | West Silvertown         |                                                                                    | Newham         | oberirdisch  | 2    | 02.12.2005 |                                                                               |
| Westferry               | Westferry               |                                                                                    | Tower Hamlets  | oberirdisch  | 2    | 31.08.1987 | St Anne’s Limehouse                                                           |
| Woolwich Arsenal        | Woolwich Arsenal        | National Rail                                                                      | Greenwich      | unterirdisch | 4    | 12.01.2009 | Royal Artillery Barracks, Royal Artillery Museum                              |